# Magreglio
Magreglio (Magrèj in dialetto brianzolo, AFI: /maˈɡrɛj/) è un comune italiano di 661 abitanti della provincia di Como in Lombardia. Il comune, che ospita la sorgente del fiume Lambro, si trova nel cosiddetto Triangolo Lariano.
È spesso meta di percorsi ciclistici, sia amatoriali sia agonistici: la Madonna del Ghisallo, cui è dedicata il Santuario posto alla fine della salita del Ghisallo che parte da Bellagio, è la protettrice dei ciclisti.

## Origini del nome
Il toponimo deriva dall'espressione latina Ager magris, "campi magri, pascoli poveri", la quale col tempo diventò dapprima Macrilium, Macrilio, Magreli (1135), Magrelio (XVI-XVIII secolo), Magriglio (1763), Magrellio (1780) e infine Magreglio.

## Storia

### Neolitico e età del ferro
Le prime tracce di vita umana registrate in Valassina sono state riportate proprio a Magreglio, al bus de la stria ("buco della strega"), lungo la strada che collega i castagneti al Ghisallo. Proprio qui, sono stati ritrovati alcuni reperti appartenenti all’età del neolitico e dell’età del ferro.

### Celti e romani
A partire dal IV secolo a.C. i celti occuparono gran parte del Nord Italia, in particolare la parte più occidentale (Valle d'Aosta, parte del Piemonte e della Lombardia, fino a raggiungere l'Emilia-Romagna), mescolandosi alle popolazioni liguri, già presenti sul territorio. Il toponimo “Lambro” è considerato di origine celta derivandolo da “ambre” per torrente.
A partire dal 199 a.C. i romani occuparono Como, fortificando nuovi villaggi, tra i quali quello di Asso. La presenza dei romani in Valassina è stata accertata con la scoperta di una tomba tardo romana nella villa Cavallè, lungo la salita che porta al Ghisallo e con il ritrovamento di due olpi, una delle quali a trottola.
Il cristianesimo appare in Valassina a partire dalla fine del III secolo e si afferma durante il V secolo, con la scomparsa delle ultime tracce del paganesimo e con l’edificazione di una chiesa ad Asso, eretta sulle rovine di un tempio pagano.

### Medioevo

#### Invasioni barbariche
Con la caduta dell'impero romano d’Occidente nel 476 d.C. e l’invasione ostrogota, furono realizzati nell’area comasca i massi avelli, vale a dire delle tombe monumentali a vasca, scavate nei massi erratici. In Valassina ne sono state accertate 3, 2 delle quali a Magreglio (una si trova al museo civico di Erba, l’altra si trova vicino ad un giardino di una villa lungo la strada che porta ai Castagneti.

#### Longobardi
I longobardi, con la conquista di Milano nel 591, iniziano a controllare il nord Italia, importando nuovi vocaboli che sono poi entrati nella parlata locale come “gasch” (gaggio, per selva o bosco), “scussà” (grembiule), “scagn” (seggiola), “magun” (magone, pianto trattenuto) o “manigol” (canaglia).

#### Franchi
In seguito alla conquista franca del regno longobardo, Magreglio e la Valassina entra a far parte del “contado della Martesana”. Nella località Paraguay di Magreglio è stata ritrovata una punta di lancia del VIII-IX secolo, probabilmente appartenente a un corredo funebre, di cui non è rimasto più niente.

#### Basso medioevo
Ottone III, imperatore del sacro romano impero, nel 998, sottrae i territori “barnasci” (Barni, Magreglio e forse Lasnigo) assegnandoli all'abate del monasteroaggiore di S. Ambrogio di Milano. La donazione fu però temporanea, dal momento che a partire dal 1135, quei territori non furono più sotto il suo controllo. Proprio nel 1135 troviamo una discussione documentata tra i magregliesi e l'abate del monastero. L'importanza della sentenza (conclusasi in favore dell'abate) è di fondamentale importanza in quanto si tratta del primo documento scritto che interessa la comunità. A partire dal 1183, Magreglio inizia a godere di una certa autonomia sotto la potestà dell'arcivescovo di Milano. Proprio a Magreglio fu edificato un castello che faceva parte del sistema di segnalazioni ottiche in caso di attacco. Il castello era strettamente collegato a quello di Barni, più importante. Ad oggi ci è rimasto un tratto del muro di sostegno delle fondamenta al confine con villa Sironi.
Anche la Valassina è colpita dalla peste del ‘300, la quale tornerà ciclicamente sul territorio causando numerosi morti. Il primo malato di peste fu con ogni probabilità un ragazzo di Lasnigo.

### Dal ‘400 al ‘600
A partire dal XV secolo si diffondono in Valassina le coltivazioni di frumento, segale, orzo e miglio: coltivazioni a basso reddito e necessarie per il sostentamento. Si diffondono anche chiese di modeste dimensioni e piccoli oratori (a Magreglio ad esempio, troviamo l'oratorio dedicato al SS. Salvatore, dove poi sarà edificata la chiesa parrocchiale.
Il 1522 è una data significativa per la storia del paese: fra il Ghisallo e il castello di Barni, i Valassini affrontano i francesi di Odet de Foix de Lautrec che inseguono Ermete Visconti, in fuga da Bellagio, riuscendo a respingerli.
Nel 1535 l’imperatore Carlo V, preso il Ducato di Milano, vieta la detenzione di armi in tutto il ducato tranne nella Valassina a causa del gran numero di lupi presenti sul territorio. Si arriva addirittura a pagare 60 soldi imperiali per ogni lupo ucciso contro i 4 delle zone confinanti. L'ultimo lupo della Valassina sarebbe stato ucciso nel 1880.
In questo periodo fu edificata la famosa chiesa del Ghisallo, dedicata alla Madonna. Secondo la leggenda, la chiesa sarebbe stata edificata dal conte Ghisallo che, al ritorno da una partita di caccia, venne aggredito da un gruppo di banditi. Rifugiatosi in un “sacello”, implora la Madonna di salvarlo. In seguito decide di dedicarle la famosa cappella. Il toponimo Ghisallo (originario Güsall) è probabilmente riconducibile a una radice celtica indicante un passo. Fino ai primi decenni del XX secolo la chiesa si trovava sulla sinistra rispetto alla strada. Successivamente furono invertite le posizioni (attualmente la strada si trova tra la chiesa e il cimitero). Della struttura originale non rimane molto, soprattutto dopo le modifiche apportate negli anni '60 (volute dal parroco del paese, don Ermelindo Viganò, il cui corpo è ora conservato proprio nel santuario).
Verso la fine del 1500 gli abitanti di Barni e Magreglio raggiungevano le 617 unità: la maggior parte di essi lavorava come scarteggino, masciadro ("commerciante di tessuti") e contadino.
Nel 1613 l’arcivescovo di Milano Federico Borromeo concede la separazione della comunità di Magreglio dalla parrocchia di Barni suscitando divergenze tra i paesi.
Durante i secoli i paesi della Valassina rimasero in una situazione di povertà testimoniata dal tipo di coltivazioni, di allevamento e dal fatto che veniva utilizzato l'olio di noci per la lampada del SS. Sacramento.

### 1700
Gli scontri si allargano anche nei confronti dei vicini civennesi riguardo soprattutto l'attività dell'allevamento di bovini e ovini. A partire dal 26 settembre del 1786 la Lombardia austriaca viene suddivisa in province e Magreglio viene inserito nella provincia di Como. Nel 1796 con la conquista di Napoleone del nord Italia il paese entra a far parte della repubblica cisalpina.
Verso la fine del secolo il comune di Magreglio conta di 191 unità. In quel periodo la vita media dei valassini si aggirava intorno ai 37 anni, 4 in più rispetto alle campagne e 10 in più rispetto alla città di Milano. Le morti infantili sono ancora estremamente diffuse. I nuclei familiari sono costituiti da 5 o 6 unità in media. Le famiglie più importanti del paese sono i Begni, i Belgerio, i Bertoli, I Casanova, i Celino, i Curione, i Fiorone, i Manera, i Masina, i Pedrone, i Ravizza, i Viganone, i Vigola e i Selvino.

### 1800
L'allevamento e l'agricoltura sono sempre state attività limitate nel territorio magregliese, dovuto all'assenza di grandi pascoli e terreni facili da coltivare. Non a caso veniva prediletto l'allevamento di ovini rispetto a quello bovino, mentre per quanto riguarda le coltivazioni troviamo frumento, segale, granoturco, patate, castagne, noci e vino (quest'ultimo davvero limitato).
Il 1800 è a tutti gli effetti un secolo di transizione per il piccolo comune dalla Valassina. Oltre all’unità d'Italia nel 1861 (con la quale il comune di Magreglio entra a far parte della provincia di Como e della regione della Lombardia) dobbiamo ricordare la realizzazione della strada carrozzabile che collega Asso a Bellagio. Fino a quel momento infatti la strada era una semplice mulattiera, in alcuni tratti anche difficile da percorrere. Si cerca inoltre di risolvere la problematica dell'acqua potabile, che stava tanto a cuore agli abitanti (tanto da arrivare a chiedere un contributo alla regina Margherita di Savoia, la quale visitò il paese più volte. Vengono così edificate tre fontane, due delle quali provviste anche di abbeveratoio.

### 1900
In occasione del giubileo del 1900, viene eretta da parte dei magregliesi una croce sulla vetta del monte Dalco che domina il paese. Nel 1918 muore a Magreglio Eugenio Spreafico, pittore monzese che rappresentò tra le sue opere i paesaggi della Valassina e di Magreglio. La Grande Guerra porta via con sé quattro uomini di Magreglio, che oggi vengono ricordati con il monumento dei caduti, posto all'ingresso del paese, vicino la chiesa di Santa Marta.
Per il resto, il XX secolo è un periodo di innovazione per il paese, rimasto nel corso dei secoli sempre arretrato (così come tutti i piccoli borghi dell’intero Paese, che solo a partire dalla fine del 1800 ebbe una vera e proprio rivoluzione industriale e tecnologica). Si cerca così di incrementare la produzione di beni alimentari e di aumentare i capi d’allevamento, fino a quel momento limitati. Nel Lambro si pescano trote e si prendono gamberi d'acqua dolce, scomparsi tra gli anni ‘40 e ‘50. L'artigianato, seppur limitato, si caratterizza per la produzione di ombrelli e soprattutto “cribi”, ovvero i setacci che venivano usati per l’edilizia, l’agricoltura o per scopi domestici. La produzione di cribi ha una crescita durante il periodo tra le due guerre mondiali, per poi diminuire negli anni ‘50 e scomparire del tutto negli anni ‘60. Dagli anni ‘20 si inizia a sciare a Piano rancio e al San Primo. L'attività sciistica si sviluppa fino agli anni ‘70, per poi calare progressivamente per mancanza di neve, specialmente a Pian Rancio.
Durante il secolo la mortalità infantile diminuisce e si allunga l’aspettativa di vita. Il numero di residenti aumenta ma diminuisce il numero di membri all’interno dei nuclei famigliari (ora di 3-4 unità).

### Seconda guerra mondiale e dopoguerra
Con i bombardamenti aerei su Milano, Magreglio si ritrovò a ospitare numerosi milanesi rimasti senza casa. Questo evento segnerà profondamente la storia del comune, cambiando anche la mentalità contadina che per secoli aveva caratterizzato il posto. A guerra terminata il numero di contadini e allevatori diminuì drasticamente, soprattutto tra i giovani, sempre più attratti dalle possibilità che le città e il boom economico potevano dare. Proprio a partire da questo momento Magreglio divenne un luogo di villeggiatura per i milanesi che, nel frattempo, si erano legati a quel posto.
Nel settembre del 1944, in seguito dell’uccisione di un capitano tedesco da parte di alcuni partigiani tra Bellagio e Lecco (all'epoca il nord d'Italia era sotto l'occupazione nazista e ogni forma di resistenza era severamente punita, anche, e soprattutto, con la morte), vennero presi in ostaggio uomini di Magreglio e Civenna. In caso di mancata consegna dei colpevoli, i tedeschi avrebbero bruciato i due paesi, oltre a Oliveto Lario. Grazie all’intervento di Alberth Rausch, scrittore tedesco nativo di Friedberg (con il quale il comune è oggi gemellato) e amico di ufficiali superiori e aristocratici, si riuscì a evitare la tragedia.
Nello stesso anno gli ebrei presenti nel paese vennero prelevati e spediti nei campi di concentramento. I tedeschi arrivarono in paese di notte, entrarono direttamente nelle case segnalate e nel giro di poco rastrellarono tutto il paese senza creare grandi scompigli durante la notte. È molto probabile che qualche “spia” abbia segnato ai soldati tedeschi le dimore degli ebrei, in cambio di un compenso in denaro. Solo una anziana ebrea si salvò, nascosta da due magregliesi ai Castagneti.
Nel 1946 i residenti della frazione di Magreglio, facente parte del comune di Civenna dal 1927, chiesero di poter ricostituire il proprio comune che li potesse rappresentare. Il sindaco di Civenna Luciano Piovella “attestò e certificò” la volontà dei magregliesi (lui stesso era magregliese). A partire dal 1950 il paese diventò a tutti gli effetti un comune indipendente, i cui abitanti arrivavano a 278 unità.
Nei primi anni del dopoguerra si sviluppò in zona il fenomeno del contrabbando, in particolar modo delle sigarette provenienti dalla Svizzera. Il fenomeno si attenuò a partire dagli anni ‘70.
Nei decenni successivi le varie amministrazioni comunali si dedicarono alla modernizzazione del paese. Venne ristrutturato l’acquedotto, realizzato un parco giochi (oggi ancora presente all'ingresso del paese), inaugurato il bocciodromo (prima struttura del Centro Sportivo dell'Alta Valassina), furono allargati i tornanti lungo la provinciale che collegano Magreglio e Civenna. Nel 1986 venne inaugurato il nuovo piazzale del Ghisallo. Nel 1989 venne approvata l'acquisizione di villa Ferrario, che verrà poi destinata come struttura per anziani, oggi chiamata “casa Cusi”, in onore di Ernestina Cusi, benefattrice e cittadina onoraria di Magreglio.
Negli anni ‘90 gli animali da allevamento scomparvero praticamente del tutto, ma vennero reintrodotti animali selvatici come caprioli e mufloni (anche i cinghiali, ma illegalmente). Proprio a causa del loro numero sempre crescente (dovuto all’assenza di predatori naturali), i cinghiali verranno abbattuti in modo selettivo.
Nel 1990 il Centro Sportivo viene completato con un palazzetto polisportivo, campo esterno da tennis e campo da calcio a 7, oltre a una sala polivalente (chiamata anche “Palestrina”)

### Anni 2000 fino a oggi
Nel 2001 viene finalmente inaugurato il centro diurno per anziani nell'ex villa Ferrario. Sempre nel 2001 viene scoperta una discarica abusiva di amianto in località Castagneti e viene subito rimossa.
Nel 2002 viene finanziata un’opera di manutenzione straordinaria ambientale in zona Menaresta (dove nasce il fiume Lambro) e viene realizzato un sentiero verso il bocc de pegur.
Nel 2003 la popolazione arriva a toccare le 500 unità, per arrivare alle 650 circa attuali.
Ad oggi Magreglio si presenta come un piccolo comune montano ed è spesso meta di percorsi ciclistici, sia amatoriali sia agonistici: la Madonna del Ghisallo, cui è dedicata il Santuario posto alla fine della salita del Ghisallo che parte da Bellagio, è la protettrice dei ciclisti.

### Simboli
Nel 1951, con l'elezione del primo sindaco in età repubblicana, viene introdotto lo stemma che viene utilizzato liberamente dal comune anche se non è ancora stato ufficializzato da un decreto legge.
Il cervo vuole ricordare la famiglia feudataria dei Serbelloni, di origini spagnole, il cui etimo significa, appunto, cervo. Nella parte inferiore dello scudo e rappresentata al naturale la sorgente del Lambro, chiamata Menaresta, ubicata alle falde del San Primo in località Pian Rancio. La veduta è completata dal profilo della Grigna che si erge all'orizzonte.
Il gonfalone è un drappo di azzurro.

## Monumenti e luoghi d'interesse

### Architetture religiose

#### Santuario della Madonna del Ghisallo

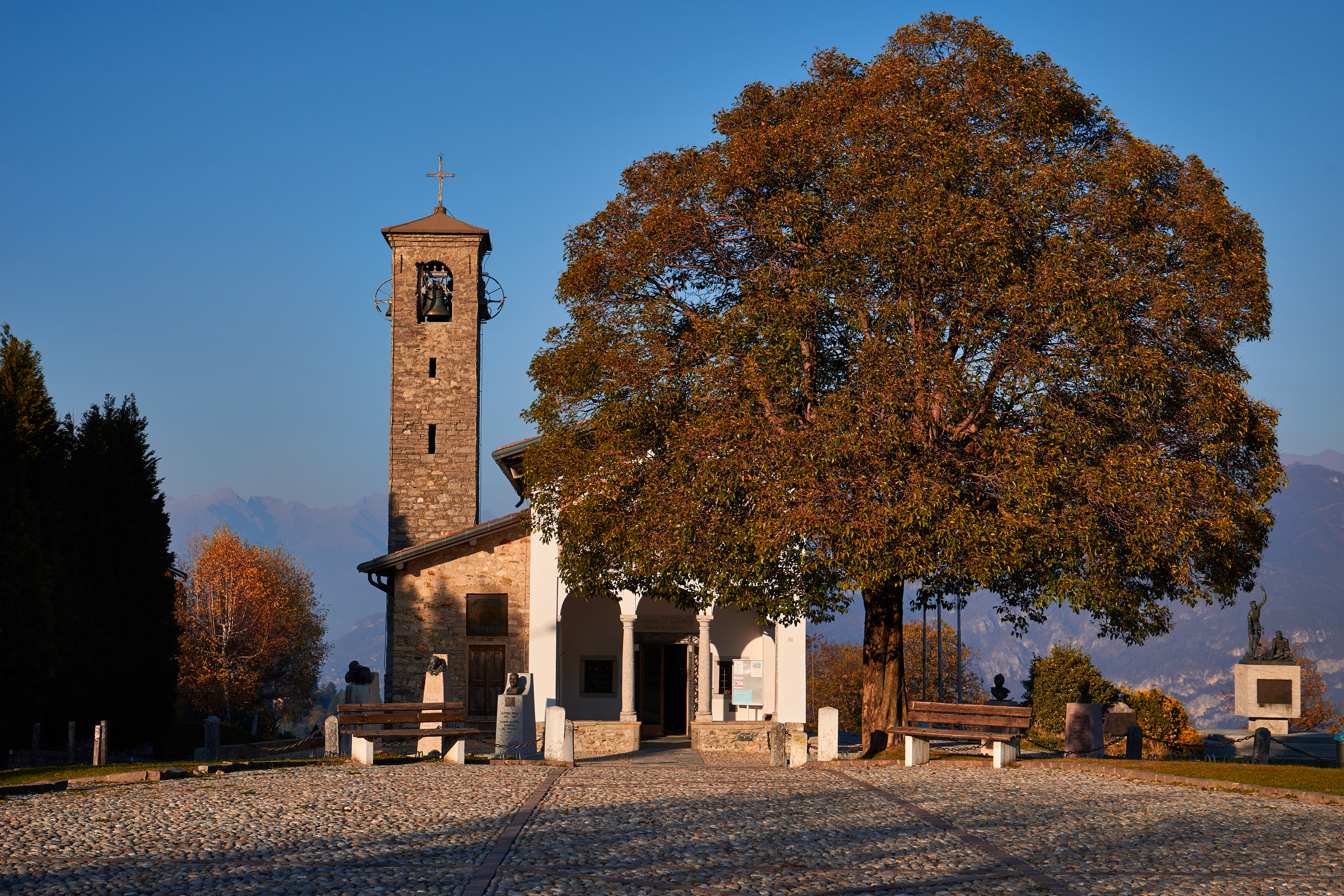
Piazzale del Santuario del Ghisallo

Il santuario della Madonna del Ghisallo sorge sul colle omonimo, nel territorio del comune di Magreglio, sul punto più alto della strada Asso-Bellagio dove si apre un panorama mozzafiato che proietta l'osservatore direttamente sulle montagne del lecchese e sul ramo del lago di Como. Il santuario, edificato nel 1623 su una precedente chiesetta, custodisce l'icona della Madonna col Bambino ed è diventata centro di devozione della Madonna. Nel 1949 la Madonna del Ghisallo venne dichiarata "Patrona dei ciclisti italiani" grazie all'intervento dell'allora parroco don Ermelindo Viganò e di papa Pio XII, diventando così luogo di riferimento per i ciclisti.

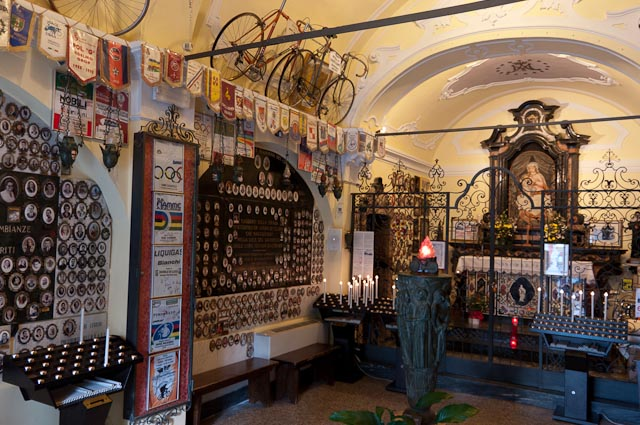
Interno del Santuario del Ghisallo

Nella chiesetta sono conservati diversi cimeli sportivi: maglie e biciclette adoperate da grandi campioni del ciclismo. Altri oggetti appartenuti ad altri grandi ciclisti si possono osservare nel vicino Museo del ciclismo.

#### Chiesa di Santa Marta
La chiesa di Santa Marta fu eretta nel 1570 e nel 1613 divenne sede dell'omonima parrocchia, creata dall'arcivescovo Federico Borromeo per scorporamento da quella di Barni. la chiesa sorge sopra quello che una volta era l'oratorio del paese, dedicato al SS. Salvatore.
L'interno della chiesa fu decorato nel 1891, in seguito ad alcuni lavori di ampliamento. Sull'altare maggiore, un paliotto argenteo e un tabernacolo bronzeo, opere cesellate da Eugenio Bellosio.

### Architetture civili
Nel centro storico si possono osservare alcuni portali pregevoli, il monastero del XVI secolo (oggi Ca' Mojana) e la Ca' del Tay con le caratteristiche lobbie.
In prossimità della piazza della chiesa si trova inoltre Casa Begni (XVI secolo).

### Aree naturali

#### Menaresta e Bocc de Pegur
A 29 minuti dal borgo, passando per i Castagneti e risalendo il Lambro si arriva alla grotta della Menaresta, fonte del fiume stesso, un sifone naturale dal quale periodicamente sgorga acqua. il fiume Lambro scorre per 130 km prima di sfociare nel Po. 
Salendo l'erta a fronte della Menaresta, celata da una roccia, si entra nel Bocc di Pegur (o Buco della Pecora), una serie di grotte comunicanti con stalagmiti e stalattiti lanugiformi. Il Bocc di Pegur costituì un rifugio per il cosiddetto "Falco della Rupe", fedelissimo di Gian Giacomo Medici.

#### Monte Poncive
Nel territorio del paese di Magreglio si trova una delle montagne più elevate del triangolo lariano, il Poncive, dietro solo il San Primo e il Palanzone. Moltissime storie di quotidianità degli abitanti sono legate a questa montagna, che per secoli ha offerto legname e terreno per i pascoli. Negli ultimi decenni, con l'abbandono dei pascoli, il versante rivolto verso il paese si è ricoperto di boschi di larici, faggi, betulle e castani. Il Poncive è raggiungibile da Magreglio, percorrendo il sentiero che passa dalla Menaresta o dalla località sciistica del San Primo.

#### Alpe Spezzola
Si tratta di una striscia di piana che si estende nelle vicinanze del monte Poncive. Nella stagione estiva pascolano ancora i bovini della zona. La zona, più riparata dal vento rispetto al Poncive, è un'ottima meta per chi vuole godersi una passeggiata in montagna.

#### Castagneti
A qualche minuto a piedi dal paese, si giunge alla località Castagneti, dalla quale partono una serie di sentieri che permettono di raggiungere le montagne e le località del posto. Raggiungibile in macchina, il posto è anche attrezzato come area pic-nic.

#### Croce
Eretta da parte dei magregliesi in occasione del giubileo del 1900, la Croce domina sulla vetta del monte Dalco che sovrasta il paese. La meta è facilmente raggiungibile seguendo un sentiero che parte dalla località Castagneti.

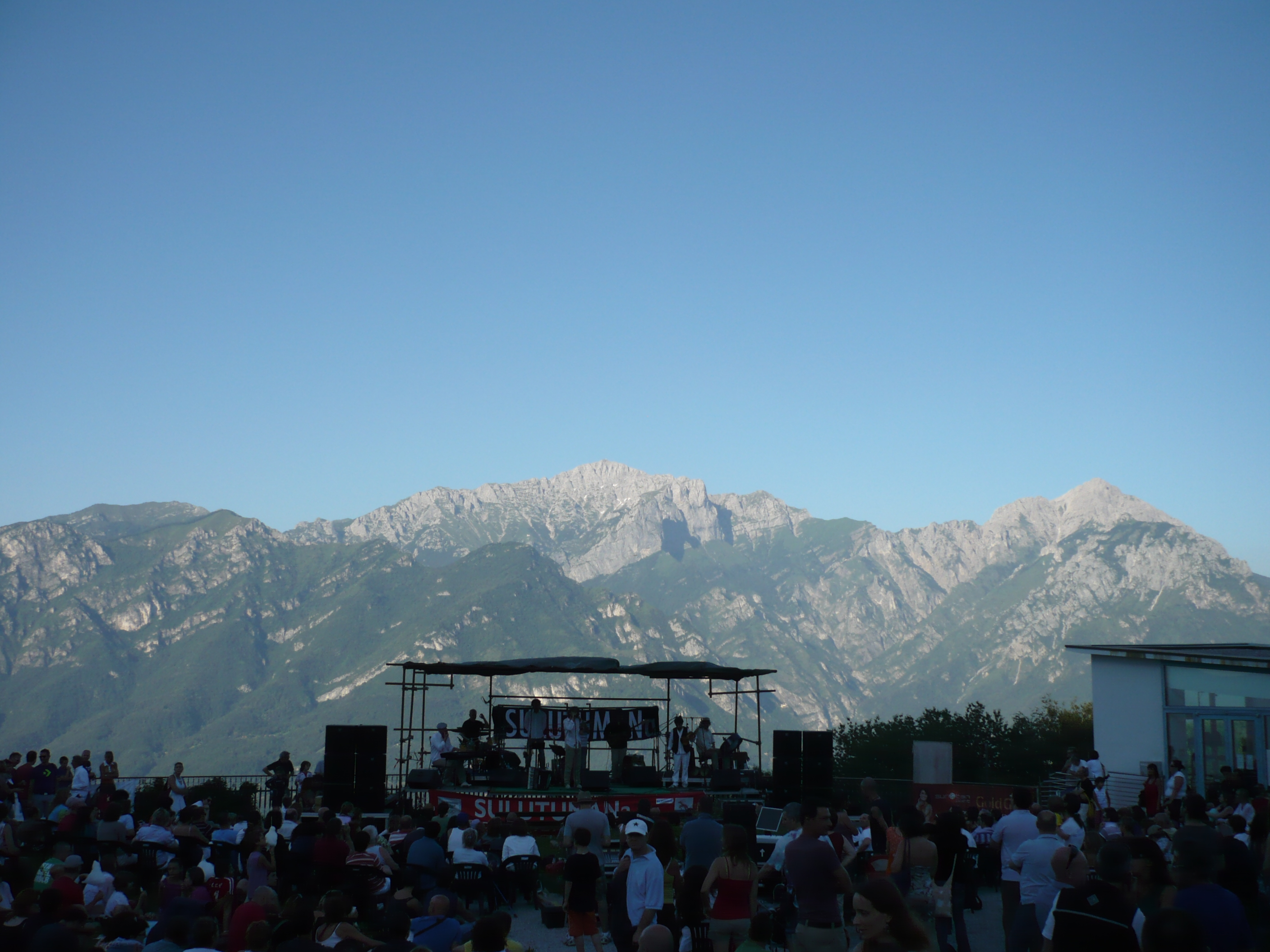
Le Grigne viste dal Belvedere Romeo durante un concerto dei Sulutumana

### Altro

#### Belvedere Romeo
Il piazzale del Santuario del Ghisallo ospita il Belvedere Romeo, da cui si possono osservare il Grignone (2409 m), la Grignetta (2177 m), il Legnone (2609 m), il ramo di Lecco con tutte le città e i paesi che giacciono lungo le sponde del lago, il centro e l'alto lago sino alle montagne svizzere a Nord.

#### Masso avello e Bus de la Stria
Risalendo verso i Castagneti è possibile osservare al confine del giardino di una villa il Masso avello rimasto a Magreglio, utilizzato come vasca; più avanti, seguendo l'antica strada dei Vitt, si transita presso il Bus de la stria, dove sono stati trovati reperti preistorici.

#### Pietra di Luna
Un giardino in località Pian Rancio ospita la cosiddetta "Pietra di Luna", mastodontico masso erratico usato come cippo di confine già nel 1430.

## Società

### Evoluzione demografica
Com'è possibile notare dalle statistiche qui sotto riportate, il numero degli abitanti del comune di Magreglio subì una crescita di quasi un centinaio di persone dal 1751 al 1853, per poi rimanere costante fino agli anni '80 del secolo scorso, quando la popolazione riprese a crescere fino alle 651 unità attuali.

#### Demografia pre-unitaria
- 188 nel 1751
- 183 nel 1771
- 191 nel 1799
- 203 nel 1805
- 198 prima dell'annessione a Lasnigo nel 1809
- 274 nel 1853

#### Demografia post-unitaria
- 252 nel 1861
- 276 nel 1871
- 286 nel 1881
- 271 nel 1901
- 303 nel 1911
- 278 nel 1921
- 275 nel 1931
- 263 nel 1951
- 310 nel 1961
- 333 nel 1971
- 295 nel 1981
- 351 nel 1991
- 398 nel 1997
- 640 nel 2009
- 503 nel 2003
- 651 nel 2020

Abitanti censiti

## Cultura

### Musei

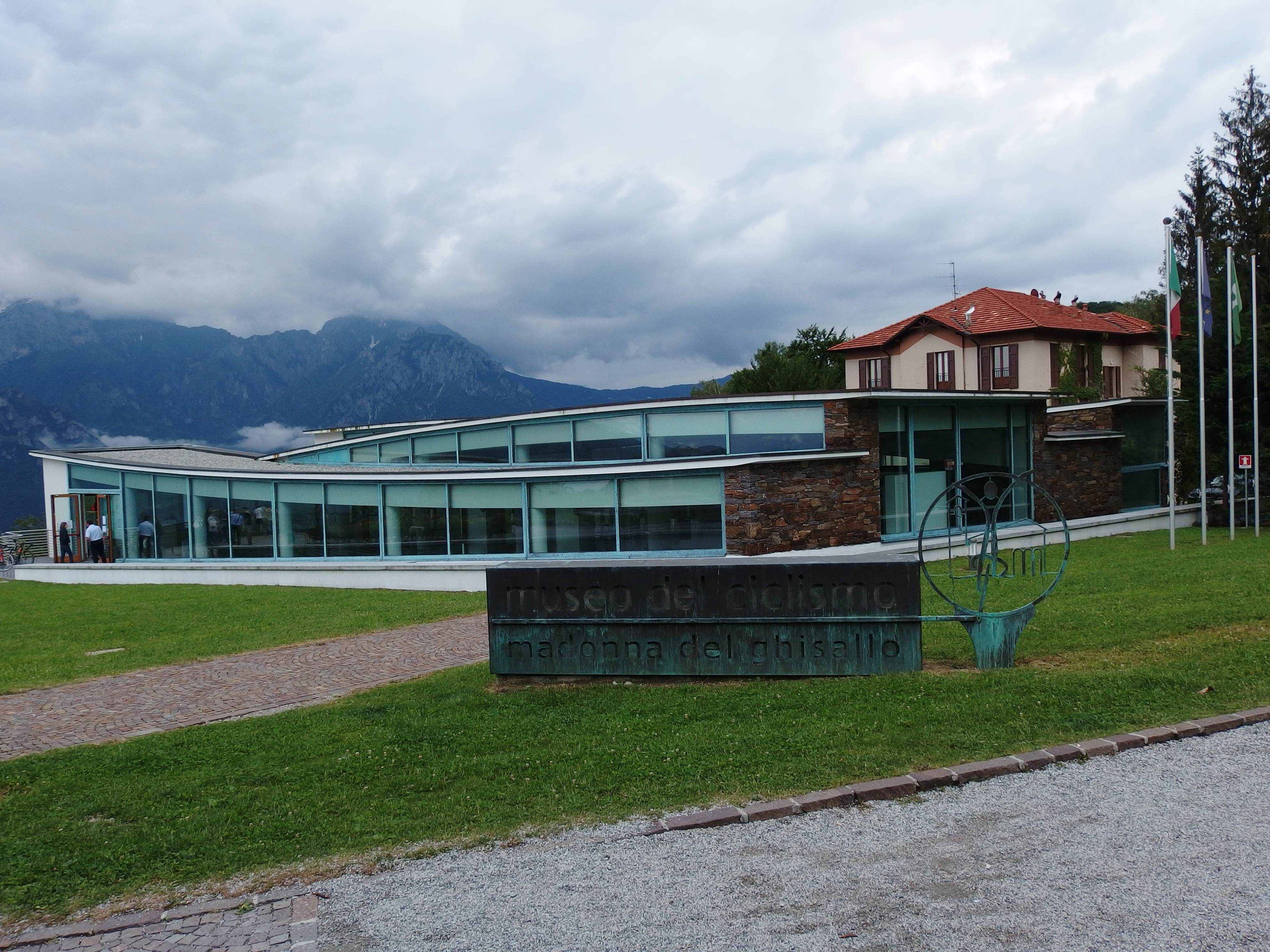
Esterno del Museo del Ciclismo

Nell'ottobre 2006 è stato inaugurato il Museo del ciclismo del Ghisallo, situato sull'omonimo piazzale alla destra del Belvedere Romeo. Gestito dall'omonima Fondazione, presieduta da Fiorenzo Magni, indimenticato campione del ciclismo, consente di conoscere il mondo delle due ruote non solo per la presenza di memorabilia (bici, maglie, eccetera), ma anche grazie a proiezione di filmati e la facile consultazione di archivi digitali.

## Economia

### Turismo
Con la "scoperta" del paese da parte dei milanesi durante la seconda guerra mondiale (vedi approfondimento nella sezione "storia", paragrafo del '900), aumenta in modo considerevole il numero di turisti e, soprattutto, di villeggianti. Vengono costruite nuove case e il paese abitato si allarga, non essendo più solo limitato al borgo (paese vecchio). Il boom economico non solo porta progresso e innovazione in un paese che per secoli era sempre rimasto legato ad attività umili, come l'allevamento, l'agricoltura, la pesca (in modo limitato) e l'artigianato (produzione di ombrelli e cribi, ovvero i setacci) ma dà anche la possibilità a molti milanesi di poter costruire o acquistare seconde case proprio a Magreglio, sempre molto apprezzata dai villeggianti. il turismo diventa così una forma di reddito non indifferente per le attività del paese: nascono imprese di giardinaggio, di commercio, ristorazione, edilizia e parte delle casalinghe trova occupazione nel periodo estivo nelle case dei villeggianti. il fenomeno della villeggiatura vive il suo periodo d'oro durante gli anni '70 e '80, quando d'estate il numero di abitanti sale esponenzialmente. Negli anni il fenomeno si è affievolito, anche se d'estate sono presenti villeggianti provenienti dalla Brianza.
Attualmente il Ghisallo è meta di numerosi turisti di passaggio che desiderano visitare le zone montane circostanti o il lago di Como e di numerosi ciclisti che desiderano visitare la chiesa della Madonna del Ghisallo.

### Agricoltura, allevamento e artigianato
Come già affermato, il paese è rimasto legato a questo tipo di attività per secoli, costituendo la principale fonte di reddito per residenti. Dato il numero limitato di pascoli e di terreni facilmente coltivabili, a Magreglio si è preferito l'allevamento di ovini e la coltivazione di frumento, segale, granoturco, patate, castagne e noci. Solo a partire dal 1900, l'allevamento di bovini superò quello degli ovini, dato il maggior profitto ricavabile con la vendita del latte e della carne. Come già anticipato, con il boom economico tutte queste attività ne hanno risentito pesantemente, per poi arrivare alla scomparsa nel corso degli anni.

## Amministrazione

### Il primo sindaco repubblicano (1952-1954)
Il primo sindaco di Magreglio fu l'ingegnere Attilio Prevost (1890-1954), pioniere della cinematografia italiana e Croce di guerra al valor militare per la sua attività di fotografo e cine-operatore del Regio Esercito durante la Grande Guerra. Venne eletto nel giugno del 1952 per acclamazione (una formula usata in passato con la quale gli elettori, senza alcuna previa intesa, liberamente e spontaneamente, proclamavano eletta una determinata persona), e fu il primo sindaco del Dopoguerra, dopo il podestà di Civenna che amministrava anche Lasnigo, Barni e Magreglio. Mantenne l'incarico fino alla morte avvenuta il 3 maggio 1954. 

Durante il suo mandato fece costruire l'attuale municipio con l'aiuto dell'architetto Mario Cavallé, mentre verso la fine della Guerra aveva donato alla sala parrocchiale l'impianto cinematografico. Con una petizione firmata dai magregliesi il 28 maggio 1954, l'amministrazione comunale gli dedicò una via.

### Gemellaggi
- Friedberg (Hessen)[14]